# Hyacinthus transcaspicus
Hyacinthus transcaspicus Litv. è una pianta bulbosa della famiglia delle Asparagacee.

## Distribuzione e habitat
Questa specie è diffusa in Iran e Turkmenistan.